# Masayuki Iwamoto
Masayuki Iwamoto (japanska: 岩本 雅之?, Iwamoto Masayuki), född 1954, är en japansk astronom.
Minor Planet Center listar honom som M. Iwamoto och som upptäckare av 6 asteroider. Alla tillsammans med landsmannen Toshimasa Furuta.
Asteroiden 4951 Iwamoto är uppkallad efter honom.

## Asteroider upptäckta av Masayuki Iwamoto
| 4835 Asaeus [A]                              | 29 januari 1989  |
| 5399 Awa [A]                                 | 29 januari 1989  |
| 5581 Mitsuko [A]                             | 10 februari 1989 |
| 6383 Tokushima [A]                           | 12 december 1988 |
| 9943 Bizan [A]                               | 29 oktober 1989  |
| 27714 Dochu [A]                              | 29 januari 1989  |
| Upptäckt tillsammans med: A Toshimasa Furuta |                  |